# Rammsjön (Högsby socken, Småland)
Rammsjön är en sjö i Högsby kommun i Småland och ingår i Emåns huvudavrinningsområde. Sjön har en area på 0,206 kvadratkilometer och ligger 74 meter över havet.

## Delavrinningsområde
Rammsjön ingår i det delavrinningsområde (633917-152036) som SMHI kallar för Mynnar i Emån. Medelhöjden är 84 meter över havet och ytan är 36,66 kvadratkilometer. Det finns inga avrinningsområden uppströms utan avrinningsområdet är högsta punkten. Sandvadsbäcken som avvattnar avrinningsområdet har biflödesordning 2, vilket innebär att vattnet flödar genom totalt 2 vattendrag innan det når havet efter 35 kilometer. Avrinningsområdet består mestadels av skog (84 procent). Avrinningsområdet har 0,94 kvadratkilometer vattenytor vilket ger det en sjöprocent på 2,6 procent.